# Podolsk (Ukraina)
Podolsk (ukr. Подільськ, Podilśk; do 1935 Birzuła, w latach 1935–2016 Kotowsk) – miasto na Ukrainie, w obwodzie odeskim, w rejonie podolskim. Ośrodek przemysłowy.

## Historia

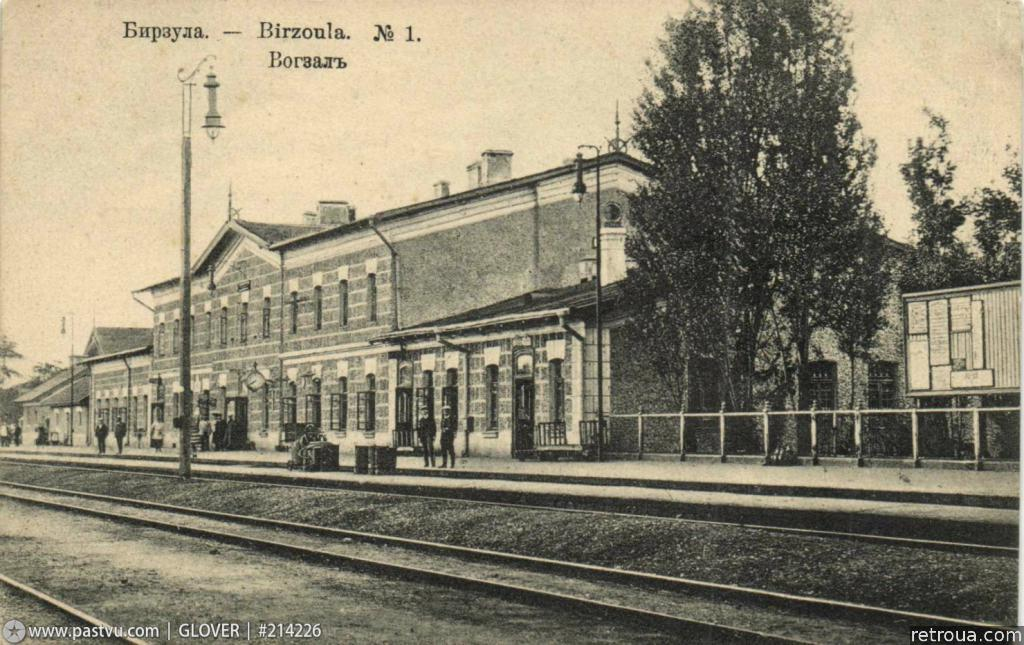
Dworzec kolejowy ok. 1910 roku

Najstarsza wzmianka o miejscowości Birzuła pochodzi z 1779 roku. W 1792 na mocy postanowień pokoju w Jassach wraz z zachodnim Jedysanem przypadła Rosji.
Od 1924 do 1940 należała do Mołdawskiej Autonomicznej Socjalistycznej Republiki Radzieckiej. W 1935 miasto zostało przemianowane na Kotowsk na cześć Grigorija Kotowskiego. W 1939 Kotowsk liczył 16 795 mieszkańców i był trzecim pod względem liczby mieszkańców miastem republiki po Tyraspolu i Bałcie. Od 1941 do 1944 pod nazwą Bârzula pod zarządem Rumunii w okręgu Rybnica
Transnistrii.
W grudniu 2013 roku w mieście został zniszczony pomnik Włodzimierza Lenina. W 2016 roku miasto zmieniło nazwę na Podolsk.

## Demografia
Skład narodowościowy według danych z 2001 roku:
1. Ukraińcy: 82,2%
2. Rosjanie: 10,3%
3. Mołdawianie i Rumuni: 5,1%